# شهرستان طوز
شهرستان طوز (به عربی: قضاء طوز خورماتو) یک منطقهٔ مسکونی در عراق است که در استان صلاح‌الدین واقع شده‌است.